# Operazione Anthropoid

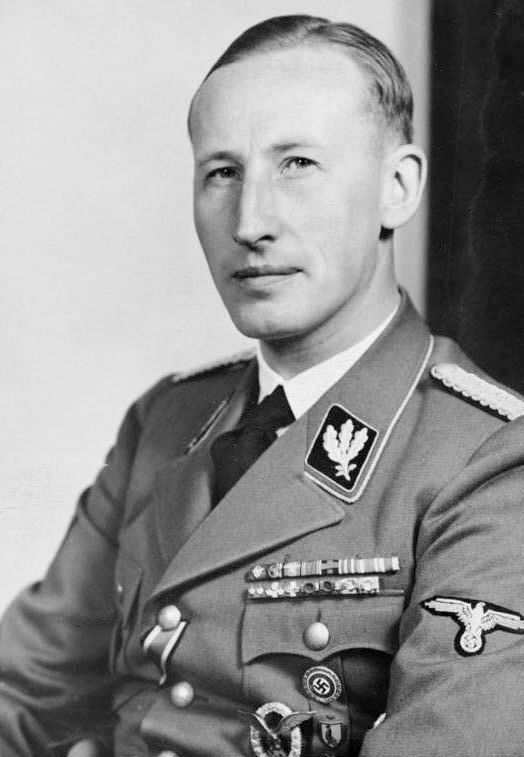
Il generale Reinhard Heydrich, il bersaglio dell'Operazione Anthropoid.

L'operazione Anthropoid fu la missione militare che ebbe come finalità l'uccisione dell'SS-Obergruppenführer Reinhard Heydrich durante la seconda guerra mondiale. Il nome, che in greco significa «dall'aspetto umano», voleva in effetti rimarcare la disumanità del Reichsprotektor di Boemia e Moravia Heydrich.

## L'ideazione del piano
Il 27 settembre 1941, a più di due anni dallo smembramento della Cecoslovacchia, il generale delle SS Reinhard Heydrich venne mandato a Praga quale responsabile comandante dei territori cecoslovacchi già occupati dal Reich, ovvero del cosiddetto Protettorato di Boemia e Moravia. A seguito dell'insurrezione del popolo ceco del 28 ottobre 1939, venne mandato per soffocare ogni possibile tentativo di resistenza da parte dei cechi.
Il regime di terrore che instaurò gli valse l'appellativo di "Il macellaio di Praga", e le uccisioni indiscriminate che ne derivarono (sia di oppositori all'occupazione nazista, sia di cittadini non coinvolti nell'opposizione) indussero il governo ceco in esilio a Londra a cercare di attuare una risposta militare mirata e di sicuro effetto. L'azione venne concordata tra il governo ceco, la resistenza nazionale non comunista e il governo inglese.
La Royal Air Force (RAF) britannica addestrò dei paracadutisti cechi in Scozia dal 1941 per questa azione: i paracadutisti erano divisi in due gruppi, per specifiche azioni differenti. C'era il gruppo "Anthropoid", composto dai caporalmaggiori Jan Kubiš e Jozef Gabčík, che aveva come obiettivo l'eliminazione del generale delle SS Reinhard Heydrich, e il gruppo "Silver A", di cui facevano parte il tenente Alfred Bartos, il caporalmaggiore Josef Valcik e l'appuntato Jiri Potucek, il cui scopo era di supporto ad "Anthropoid" con spionaggio, attraverso la Resistenza Nazionale Ceca.

## L'attentato
Successivamente a questo gruppo di paracadutisti arrivati nel Protettorato, ne furono paracadutati degli altri: il tenente Adolf Opálka, il sergente Jaroslav Svarc, il caporale Josef Bublic e il caporale Jan Hruby. I gruppi "Anthropoid" e "Silver A" vennero paracadutati nella notte tra il 28 e il 29 dicembre 1941.
L'attentato venne eseguito il 27 maggio 1942; lasciata a casa la moglie - che era in attesa del quarto figlio -  Heydrich si diresse verso il proprio ufficio con una Mercedes-Benz decapottabile, prendendo come al solito il posto a sedere di fianco all'autista SS-Oberscharführer Klein. In un punto del tragitto, in cima a una salita percorsa anche dai binari del tram, la via Holesovickach, nella zona di Praga Libeň, presenta un angolo retto, dove le auto sono obbligate a rallentare. Dopo un segnale convenuto, il caporalmaggiore Jozef Gabčík aveva provato a sparare con il mitra Sten alla Mercedes di Heydrich che si stava avvicinando, ma il mitragliatore si inceppò (l'arma era stata smontata per essere posta in una valigetta e sepolta sotto uno strato d'erba). Il Reichsprotektor, che aveva compreso quel che stava succedendo, estrasse la pistola. Un secondo uomo, il caporalmaggiore Jan Kubiš, che era rimasto ritto sul marciapiede gettò una bomba a mano sotto l'auto del generale, facendola saltare in aria. I due occupanti pur contusi, si gettarono sulla carreggiata facendo fuoco contro gli aggressori che si diedero alla fuga convinti che l'attentato fosse fallito.
Klein, che stava inseguendo l'uomo con il mitragliatore, fu ferito alle gambe dallo sconosciuto che aveva avuto il tempo di tirar fuori una seconda arma, riuscendo poi a salire sul tram come un comune passeggero. Heydrich  accortosi di non avere più munizioni, mentre l'uomo della bomba scappava in bicicletta, si rese conto di essere gravemente ferito; un poliziotto accorso sul luogo lo caricò sull'auto del panettiere per poi portarlo all'ospedale.
Reinhard Heydrich venne operato e sembrava riprendersi, ma non fu così: morì in ospedale il 4 giugno 1942  per setticemia dopo aver sofferto molto ed essere caduto in coma.  Due medici nazisti, Karl Gebhardt e Sauerbruch, controllarono che non si trattasse di un ulteriore attentato.

## Rappresaglia tedesca
Il generale Kurt Daluege, che prese il posto di Heydrich, scatenò il terrore contro la popolazione. Fu annunciata una ricompensa di dieci milioni di corone a chi avesse aiutato a trovare gli esecutori dell'attentato e la pena di morte per coloro che li avessero aiutati. Il giorno dopo i funerali di Heydrich il 9 giugno 1942, i tedeschi rasero al suolo il villaggio di Lidice per rappresaglia: fucilarono 199 uomini (173 uomini al villaggio e 26 a Praga), 95 bambini furono presi come prigionieri (81 di essi poi furono uccisi nei campi di sterminio in Polonia, 8 dati in adozione a famiglie tedesche), mentre 195 donne furono immediatamente deportate nel campo di concentramento di Ravensbrück. Tutti gli adulti, sia uomini sia donne, nel villaggio di Ležáky furono uccisi. Entrambi i paesi furono dati alle fiamme e le rovine di Lidice livellate come se non fosse mai esistita.
Prima di eseguire l'attentato, ci si pose il problema di dove i paracadutisti potessero nascondersi. A ciò doveva pensare Petr Fafek, che lavorava nella lega contro la tubercolosi. Nello stesso ufficio lavorava Jan Sonneved, capo del Consiglio della Chiesa Ortodossa di Cirillo e Metodio di via Resslova, a Praga. Fafek chiese a Sonneved dove poteva nascondere i paracadutisti. Tutti pensavano fosse compito della Resistenza nazionale Ceca. Parlando con il prete ortodosso Vladimir Petrek, seppero che c'era una catacomba all'interno della chiesa di San Cirillo e Metodio, e attraverso una persona in contatto con i paracadutisti, Jan Zelenka-Hajsky, decisero di farli rifugiare lì.

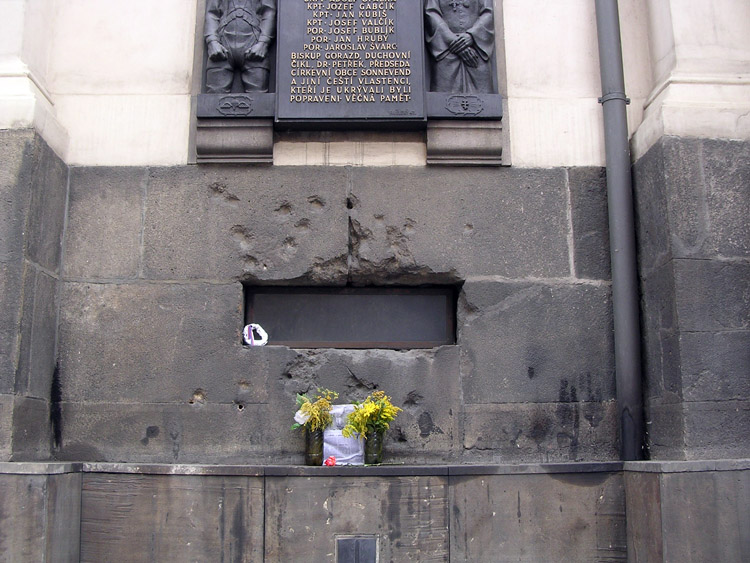
La chiesa in cui si rifugiarono gli attentatori di Heydrich.

Tutti si prestarono ad aiutare i paracadutisti: il prete superiore Vaclav Cikl, il sacrestano Vaclav Ornest e il vescovo Gorazd Matej Pavlik, anche se questi ultimi seppero molto tempo dopo che erano riparati nella catacomba. Uno degli ultimi arrivati tra i paracadutisti, Karel Čurda, tradì i suoi commilitoni in cambio di una somma di denaro e di una nuova identità. Egli non era a conoscenza del rifugio nella catacomba, ma confessò diversi altri dettagli, sufficienti a consentire ai tedeschi di risalire alla chiesa dove erano nascosti. Il 18 giugno 1942, due battaglioni di SS (tra cui 360 SS di Praga), circondarono la chiesa, confrontandosi contro i sette paracadutisti alle 2:00 di notte. Gli ordini erano quelli di catturarli vivi. Opalka, Kubis e Bublik si difesero dal patio della chiesa fino alle 7:00 di mattina, per salvare gli altri quattro nascosti nella catacomba. Perirono tutti e tre, ma i tedeschi si accorsero del rifugio nella catacomba riprendendo quindi l'assalto. I paracadutisti si difesero fino all'ultima pallottola, con la quale si suicidarono per non cadere vivi nelle mani dei tedeschi.
Le famiglie di Vaclav Ornest (sacrestano), Vaclav Cikl (prete superiore), Jan Sonneved (capo del consiglio della chiesa ortodossa di Cirillo e Metodio) vennero deportate a Mauthausen insieme con altre 254 persone, dove perirono. Il vescovo Gorazd venne torturato per tre mesi e poi condannato a morte in un processo farsa insieme con i preti Cikl e Petrek e il signor Sonneved. Con questa azione venne azzerato il vertice della Chiesa ortodossa di Boemia.

## Filmografia
Nel corso degli anni l'Operazione Anthropoid è stata raccontata in molti film:
- Anche i boia muoiono (Hangmen also die), regia di Fritz Lang (1943)
- Il pazzo di Hitler (Hitler's Madman), regia di Douglas Sirk (1943)
- Gli eroi di Antropoid (Atentát), regia di Jirí Sequens (1965)
- E l'alba si macchiò di rosso (Operation Daybreak), regia di Lewis Gilbert (1975)
- Missione Anthropoid, regia di Sean Ellis (2016)
- L'uomo dal cuore di ferro (HHhH), regia di Cédric Jimenez (2017)